# Santa Maria d'Espirà de Conflent
Santa Maria d'Espirà de Conflent és l'església parroquial del poble d'Espirà de Conflent, de la comarca del Conflent, a la Catalunya del Nord.
Està situada al capdamunt del poble, al centre de la cellera primigènia d'aquesta població.

## Història

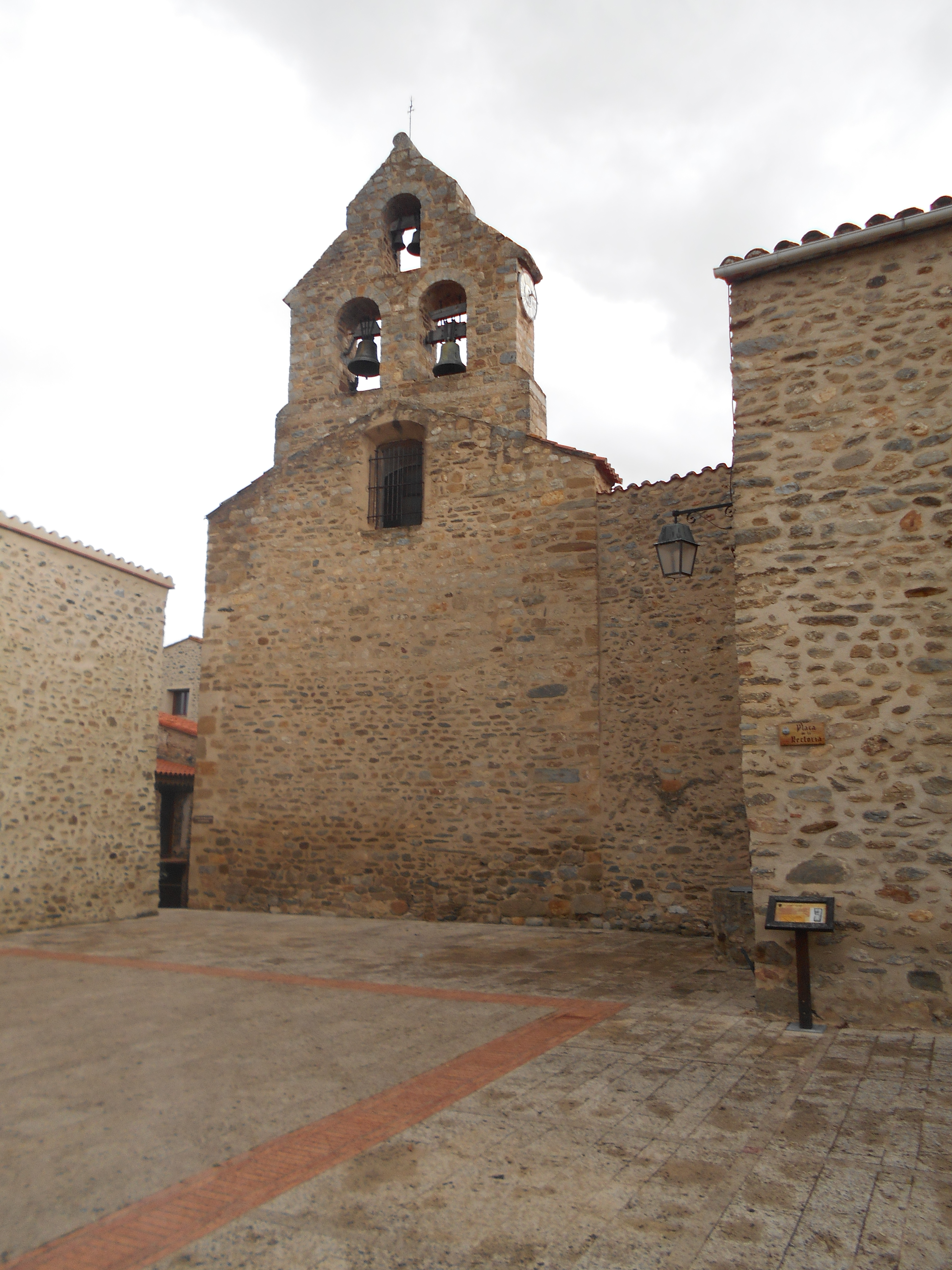
Frontis occidental

Després de ser inicialment església parroquial del seu poble, va ser priorat de frares agustins, fundat pels monjos de Serrabona cap al 1081. Eren canonges regulars del Sant Sepulcre, i el seu priorat fou creat al costat d'una església romànica ja existent. El priorat ràpidament es feu amb una gran influència al Conflent. Fou secularitzat el 1592, i el prior es convertí en rector de la parròquia d'Espirà de Conflent.
Se'n conserva el temple, actualment seu de la parròquia de Santa Maria. Va ser declarada «monument històric» el 20 de març de 1912.

### Priorologi[3]
- Bernat Cunill (1297-1308)
- Pere Garejant (1393)
- Pere Genoher (1420)
- Lluís de Benabulo (1493)
- Joan Gerau Ballaró (1519)
- Pere Joan Ayres (1562)
- Melcior Martínez de Lagunilla (1568-1581)
- Pere Nicolau (1607)
- Esteban Mestre (1639-1646)
- Francesc Morer (1646-1665)
- Josep Morer (1665-1684)
- Rafael Cruzat (1695-1714)
- Fructuós de Queralt (1714, renuncià)
- Antoni Alrich (1715)
- Josep Rondil (1729)
- Mateu Garriga (1751-1768)
- Joan Bautista Ribas (1769)
- Mateu Garriga (1770-1773)

## L'església

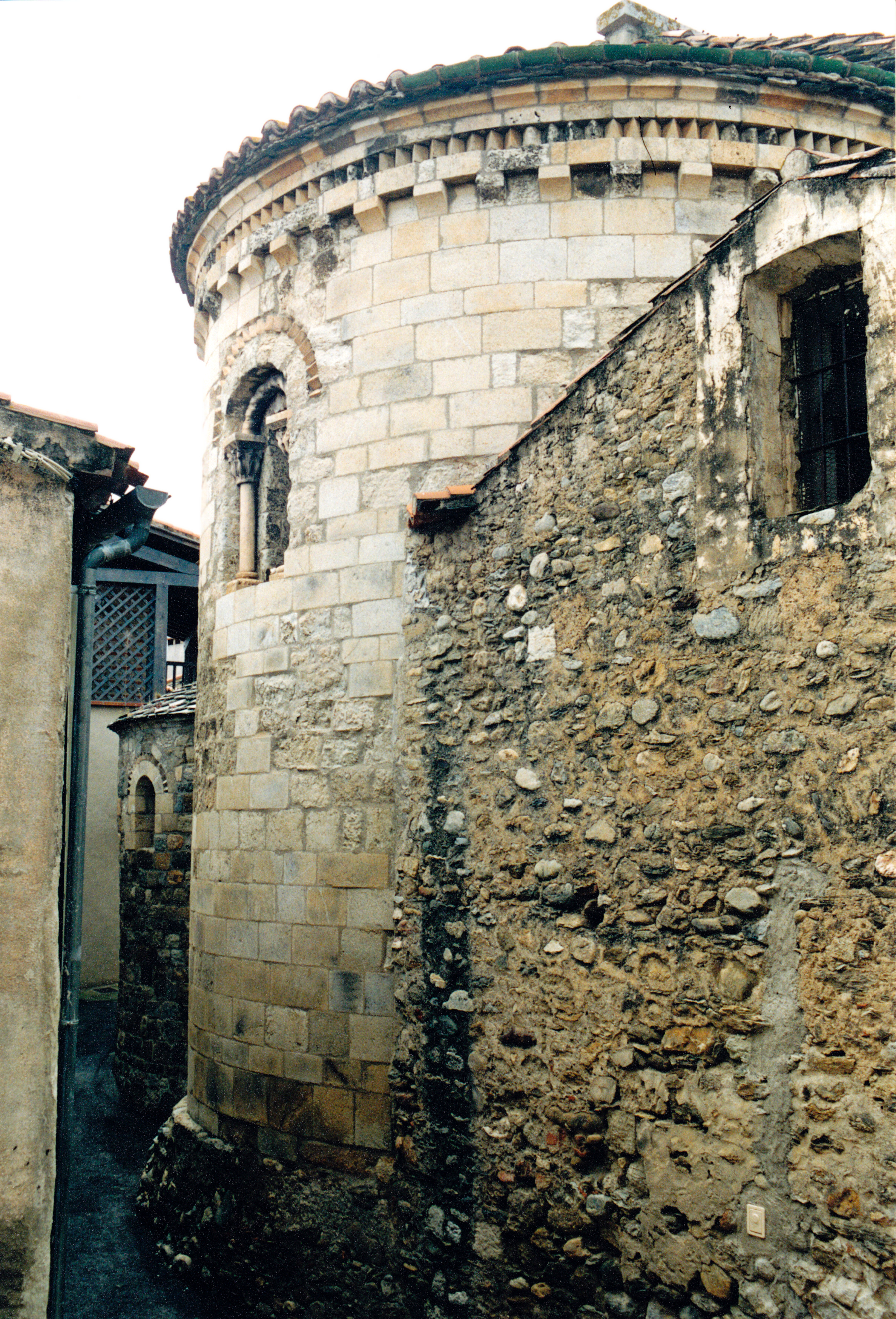
Absis principal de l'església

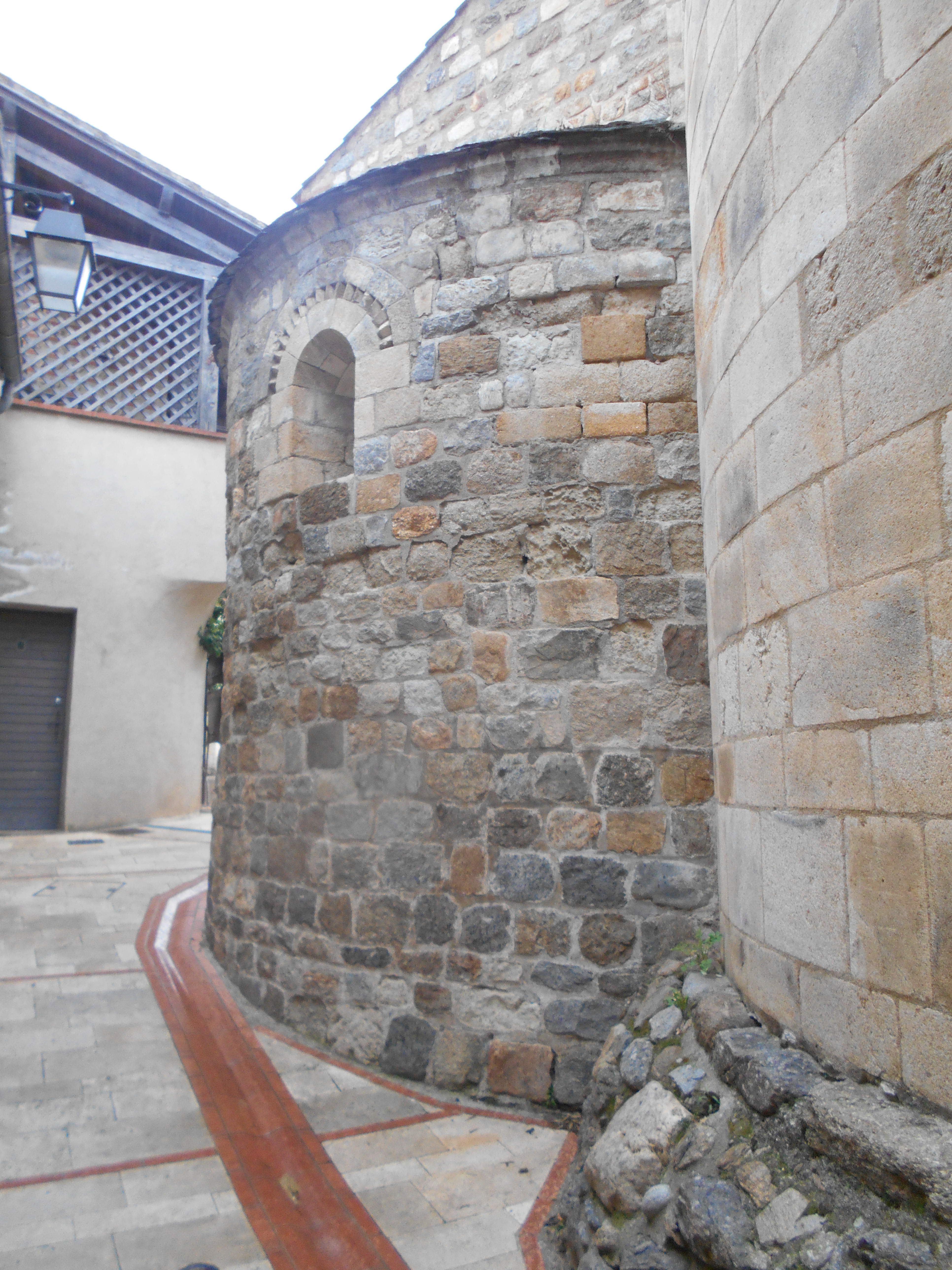
Absidiola nord

L'església de Santa Maria és un edifici romànic del segle xii de planta de creu llatina: consta d'una nau única coberta amb volta apuntada seguida, amb capçalera triple que s'obre al transsepte, que és cobert amb volta de canó seguit. Tanmateix, l'absidiola nord desaparegué en les refaccions de l'església d'època moderna, moment en què es construí una sagristia en el lloc de l'absidiola septentrional, i s'obriren capelles laterals a banda i banda de la nau. Té un porxo més modern, del segle xvii.
L'absis central presenta una motllura o cornisa de cavet, al capdamunt, una franja plana dessota, encara per sota un fris de dents de serra, després una altra franja llisa i, en el pla inferior de l'espai superior de l'absis, una renglera de mènsules corbades en lloc de les arcades llombardes de moments anteriors del romànic. Al centre de l'absis hi ha un gros finestral de doble biaix (la seva part interior roman amagada darrere el retaule principal) obert sota un doble arc en gradació; l'inferior format per dovelles curtes, i el superior per una arquivolta de dents de serra. La meitat inferior del finestral té dues columnes amb capitells esculpits que sostenen una arquivolta en forma de trena. L'absidiola meridional, l'única conservada, té una decoració més senzilla: només hi ha la cornisa de cavet, a la part superior. Al centre té també un finestral, també resseguit per una arquivolta de dents de serra.
Els paraments constructius, només visibles a l'exterior (l'interior és del tot arrebossat), i s'hi poden observar dues construccions diferenciades. La capçalera de l'església i bona part del frontis occidental presenta carreus grossos, ben tallats, i un tipus de decoració que correspon al segle xii avançat, i es correspon amb la consagració del 1145.
Del 1145 consta una consagració del temple, probablement de resultes d'unes obres de restauració importants, que corresponen amb aquesta decoració dels absis. En els seus fonaments hom hi va trobar un sepulcre visigòtic del segle viii. L'església té adossat un grup de cases a l'angle sud-oest, procedents de dependències de l'antic priorat, que ocupen el lloc on primitivament hi havia el cementiri de la cellera. També pertanyia al priorat l'espai de la plaça que ara s'obre ran del frontis occidental de l'església, així com la major part d'edificis que l'envolten.
L'església va ser catalogada com a monument històric el 20 de març del 1912.

### El portal
El portal és de pedra tallada, amb capitells del segle xii. És de tres arcs de mig punt en gradació, sense timpà ni llinda. Està fet de blocs de pedra de granit ben tallat i polit, molt regulars. L'arc més extern està format per una arquivolta motllurada al bisell, com a guardapols. Les impostes dels arcs són ornamentades amb relleus variats. El treball de talla és molt acurat. Tanmateix, l'erosió ha fet estralls en aquesta decoració, que està molt afectada, actualment.

### Mobiliari

#### La marededeu
Una marededeu de fusta tallada és tot el que resta del primitiu mobiliari romànic. És una imatge de la Mare de Déu, amb l'infant assegut al centre de la falda, d'una traça força original. No hi ha el tron ni cap mena de seient, com és habitual en la major part de les marededeus romàniques. Fa 99 cm d'alçada, amb una amplada de 43 en el lloc més ample, i és d'una simetria total, en una actitud del tot central.

#### Els retaules

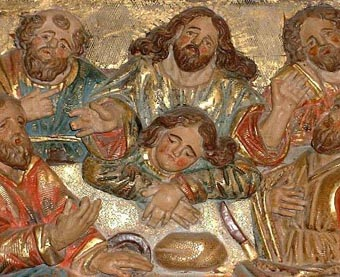
Predel·la del retaule del Crist, amb el Sant Sopar

D'estil barroc, com la resta de peces que s'esmenten, el retaule de l'altar major és una obra del 1663 de Lluís Generes que mostra els quatre evangelistes. Més moderns són els de Sant Joan Baptista (1723), el del Roser (1725), el dels Arcàngels (1707) i el del Sant Crist (del segle xviii, sense més precisió). També es poden contemplar la trona, del 1710, els confessionaris del segle xviii i, del mateix temps, unes taules esculpides en l'estil de Poussin i Rubens mostrant els set sagraments.
La parròquia conserva també una pintura de Sant Mateu, obra del perpinyanenc Antoni Guerra (1666-1711), que el 1706 treballà a la cort de Felip V de Castella. També conserva una pica d'aigua beneita del segle xvi feta de marbre rosat del país, amb dibuixos en baix relleu. Fa 42 cm d'alçada, per 48 de diàmetre amb una vora de 4 cm de gruix. La base fa 18 cm de diàmetre.

#### La ferramenta de les portes
Tot i que les portes en si són d'època moderna, en el seu moment s'hi va clavar la ferramenta original romànica, formada per vuit peces amb la característica decoració de volutes disposades al llarg de peces horitzontals, algunes no senceres, tot de ferro forjat. Un pany amb forrellat, guardapany i tirador d'argolla completen la ferramenta romànica, o de tradició romànica.